# Sebastian Giovinco
Sebastian Giovinco (* 26. Januar 1987 in Turin) ist ein ehemaliger italienischer Fußballspieler.

## Biografie
Giovinco wurde als Sohn süditalienischer Eltern in Turin geboren. Seine Mutter stammt aus Catanzaro in Kalabrien, sein Vater aus Bisacquino, einem Dorf in der Autonomen Region Sizilien. Sie benannten ihn nach seinem Großvater Sebastiano; Giovincos Mutter beschloss jedoch, dass das „o“ aus seinem Vornamen entfernt wird. Giovinco lebte von Geburt an in Beinasco, einer Gemeinde mit ungefähr 18.000 Einwohnern in der Provinz Turin. Sein Vater spielte auf Amateurebene Fußball als Libero. Sebastians Bruder Giuseppe spielte bis Mitte Oktober 2015 für den italienischen Drittligisten Savona 1907 FBC.

## Karriere

### Verein

#### Anfänge
Sebastian Giovinco sammelte seine ersten Erfahrungen in der Mannschaft von Borgo Melano aus dem Stadtviertel, in dem er aufwuchs. Später schloss er sich Giorgio Azzurri 86 an. Seine sportliche Karriere begann 1993, als er in die Jugendabteilung von Juventus Turin aufgenommen wurde und dort alle Jugendmannschaften durchlief.
2005 erreichte Giovincos Karriere einen ersten Höhepunkt, als er mit der Primavera-Mannschaft von Juve das renommierte Turnier in Viareggio und im Jahr darauf die Primavera-Meisterschaft gewann. In der folgenden Saison gewann er mit seiner Mannschaft den Supercup und die Coppa Italia der Primavera. In derselben Saison (2006/07) sammelte Giovinco seine ersten Erfahrungen in der ersten Mannschaft von Juventus. Er debütierte am 12. Mai 2007 im Alter von 20 Jahren in der Serie-B-Partie gegen den FC Bologna. Dort wurde er von Trainer Didier Deschamps in der 76. Minute für Raffaele Palladino eingewechselt und gab die Vorlage zu David Trezeguets 3:1.

#### FC Empoli
Giovinco wurde im Juni 2007 im Rahmen des Transfers von Sergio Bernardo Almirón zu Juve an den FC Empoli in die Toskana verliehen, um dort Erfahrungen zu sammeln. Sein Serie-A-Debüt vollzog er in der Partie gegen den AC Florenz am 26. August 2007. Trainer Luigi Cagni wechselte ihn für Luca Antonini ein, für den er die letzte halbe Stunde der Begegnung absolvierte. Sein Premierentor in der obersten Spielklasse Italiens erzielte Giovinco am 30. September 2007 mit dem zweiten Treffer seiner Mannschaft beim 3:1-Sieg im Spiel gegen US Palermo. Wenige Tage danach verwandelte er einen Freistoß zum 2:2 gegen den AS Rom in der 91. Minute. Sein Europapokal-Debüt gab er im Rückspiel der UEFA-Pokal-Begegnung gegen den FC Zürich im Letzigrundstadion am 4. Oktober, die mit 3:0 zugunsten der Schweizer endete.
Giovincos Status bei Empoli erfuhr durch den Trainerwechsel zur Halbzeit der Meisterschaft noch einmal eine deutlichere Steigerung. Alberto Malesani ersetzte Cagni, als sich der Abstieg in die Serie B abzeichnete. Unter dem neuen Coach wurde der junge Spieler zum Stammspieler. Trotz der Bemühungen von Empoli stieg die Mannschaft am Ende der Saison ab. Dennoch empfahl sich Giovinco mit seinen Leistungen für größere Aufgaben. So erzielte er in 35 Partien sechs Tore und leistete zu vier Treffern die Vorarbeit.

#### Juventus Turin
Die Leistungen des Mittelfeldspielers blieben auch in Turin nicht unbemerkt; daher entschied sich Juventus, Giovinco von Empoli zurückzuholen, um seine erste vollständige Saison bei seinem Stammverein zu absolvieren. Am 26. August 2008 startete Giovinco für Juve in der Champions-League-Qualifikation gegen Artmedia Petržalka in Bratislava in die Saison 2008/09. Sein erstes Spiel in der Serie A für Juventus bestritt er am 24. September 2008 gegen Calcio Catania, in dem er das Tor von Amauri vorbereitete. Sein erstes Tor für die Turiner erzielte er am 7. Dezember am 15. Spieltag der Serie A gegen die US Lecce mit einem Freistoßtor zum zwischenzeitlichen 1:0. Am 30. September 2008 spielte Giovinco in der Champions League gegen den FC BATE Borisov aus Belarus und bereitete in dieser Partie zwei Tore von Vincenzo Iaquinta vor.
Diese und andere Leistungen bewogen die Führungsetage von Juventus dazu, Giovincos Vertrag in seinem ersten Halbjahr vorzeitig bis zum 30. Juni 2013 zu verlängern.
Sein zweites Halbjahr sollte jedoch nicht mehr so erfolgreich verlaufen. Juves Trainer Claudio Ranieri verzichtete in vielen Partien auf den jungen Spieler und zog stattdessen Marco Marchionni und Altstar Pavel Nedvěd auf der linken offensiven Mittelfeldposition vor. So blieb ihm meist nur der Platz auf der Bank. Im italienischen Pokal hingegen setzte der Trainer auf ihn; so erzielte er am 14. Januar 2009 gegen Catania sein erstes Tor im Achtelfinale des Wettbewerbes und zog mit seiner Mannschaft in die nächste Runde ein.
Seine erste volle Saison bei Juventus schloss Giovinco mit 19 absolvierten Spielen ab. Dabei erzielte er zwei Tore und beteiligte sich mit sieben Torvorlagen an Treffern seiner Teamkollegen.

#### FC Parma
In der Sommerpause 2010 wechselte Giovinco bis Juli 2011 auf Leihbasis zum FC Parma. Der Tabellenachte der Saison 2009/10 besaß zudem eine Kaufoption (drei Millionen Euro) über 50 Prozent der Rechte an dem Italiener, die er am 22. Juni 2011 wahrnahm. In der Saison 2011/12 war Giovinco mit 15 Ligatreffern erfolgreichster Torschütze seiner Mannschaft. Außerdem war er einer der besten Vorbereiter der Serie A.

#### Rückkehr zu Juventus
Zur Saison 2012/13 kehrte Giovinco zu Juventus Turin zurück.

#### Toronto FC
Nach Auslaufen seines Vertrages bei Juventus Turin sollte Giovinco zum 1. Juli 2015 zum kanadischen MLS-Franchise Toronto FC wechseln. Am 2. Februar 2015 wurde Giovincos Vertrag bei Juve vorzeitig aufgelöst und er wechselte sofort zum Toronto FC. Bei den Kanadiern erzielte er in seiner ersten Saison 22 Tore in der Regular Season und wurde damit Torschützenkönig der Liga. Er wurde im November 2015 mit dem Preis als bester neuer Spieler der Liga, dem MLS Newcomer of the Year Award, ausgezeichnet.

#### Sampdoria Genua
Am 9. Februar 2022 zog Giovinco zurück in die Heimat zu Sampdoria Genua. Dort absolvierte er bis zum Saisonende zwei Ligapartien und sein Vertrag wurde nicht mehr weiter verlängert. Nach kurzer Vereinslosigkeit beendete Giovinco daraufhin am 22. September 2022 als 35-Jähriger seine aktive Karriere.

## Nationalmannschaft
Giovinco durchlief von 2003 bis 2009 ab der U-16-Auswahl alle Juniorennationalmannschaften Italiens. Während seiner Zeit in der U-21-Nationalmannschaft wurde er zum besten Spieler des Turniers von Toulon gewählt, welches die Azzurrini 2008 gewannen. Außerdem nahm er mit der U-21 am olympischen Fußballturnier 2008 in Peking bzw. China sowie an der U-21-Europameisterschaft 2009 in Schweden teil.
Für die Italienische Nationalmannschaft debütierte Giovinco am 9. Februar 2011 unter Cesare Prandelli beim Freundschaftsspiel gegen Deutschland. In der Folge gehörte er regelmäßig zum Kader der Squadra Azzurra und nahm mit ihr auch an der Europameisterschaft 2012 teil, wo er in zwei Vorrunden-Partien eingewechselt wurde. Auch beim Konföderationen-Pokal 2013 stand Giovinco im Kader der Azzurri. In der Vorrunde gegen Japan erzielte er sein erstes Länderspieltor zum 4:3-Endstand.
Danach jedoch verlor Giovinco seinen Platz in der Nationalmannschaft und verpasste die Weltmeisterschaft 2014, bei der Italien in der Gruppenphase scheiterte. Nach der WM gehörte er zunächst wieder zum Kader von Antonio Conte, infolge seines Wechsels zum Toronto FC wurde er allerdings nicht weiter berücksichtigt. Erst im Oktober 2015 wurde er von seinem ehemaligen Trainer wieder berufen. Seine Einsätze gegen Aserbaidschan und Norwegen stellen jedoch zugleich seine bisher letzten Einsätze für das Nationalteam dar. Seine letzte Nominierung stammt aus dem Oktober 2018.

## Erfolge

### In den Jugendmannschaften
Juventus Turin
- Campionato Primavera: 2005/06
- Coppa Italia Primavera: 2006/07
- Supercoppa Primavera: 2006

Italien
- Turnier von Toulon: 2008

### Als Profi
Juventus Turin
- Italienischer Serie-B-Meister: 2006/07
- Italienischer Supercupsieger: 2012, 2013
- Italienischer Meister: 2012/13, 2013/14

Toronto FC
- MLS-Cup: 2017
- MLS Supporters’ Shield: 2017
- Canadian Championship: 2016, 2017

Al-Hilal
- Saudi Professional League: 2019/20, 2020/21
- King Cup: 2020
- AFC Champions League: 2019

Italien
- Vize-Europameister: 2012
- Dritter des Confed-Cups: 2013

## Auszeichnungen
- Premio Leone d’Argento 2008
- Bester Spieler des Turniers von Touloun: 2008
- Aufnahme in die Mannschaft des Turniers der U-21-Europameisterschaft 2009
- MLS Newcomer of the Year Award: 2015
- Torschützenkönig der Major League Soccer: 2015
- Landon Donavan MVP Award (Most Valuable Player der Major League Soccer): 2015

## Trivia
Aufgrund seiner körperlichen Beschaffenheit wird Sebastian Giovinco in Italien Formica Atomica genannt. Dieser Spitzname lehnt sich an die Hanna-Barbara-Cartoon-Figur Die Atomameise an. Im Mai 2009 veröffentlichte der Journalist der italienischen Tageszeitung La Stampa Bruno Bernardi ein Buch über ihn mit dem Titel: „La favola bella della Formica Atomica“ (zu deutsch: Das schöne Märchen der „Atomameise“). In Kanada und den USA hat sich zudem der Spitzname „Atomic Ant“ eingebürgert.

## Verweise